# Boloria pales
Boloria pales är en fjärilsart som beskrevs av Denis och Ignaz Schiffermüller 1775. Boloria pales ingår i släktet Boloria och familjen praktfjärilar. Inga underarter finns listade i Catalogue of Life.

## Bildgalleri

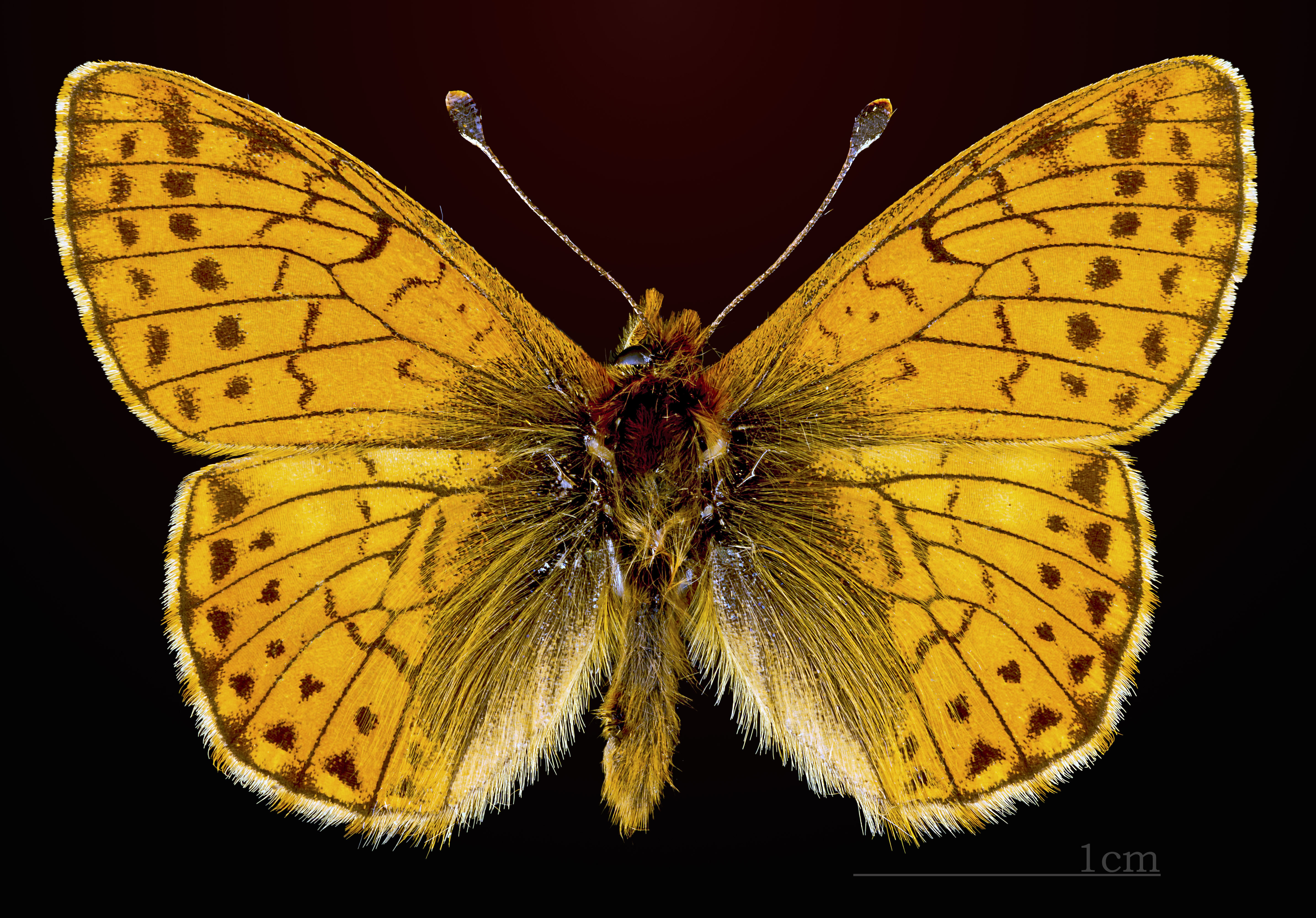
Boloria pales pales
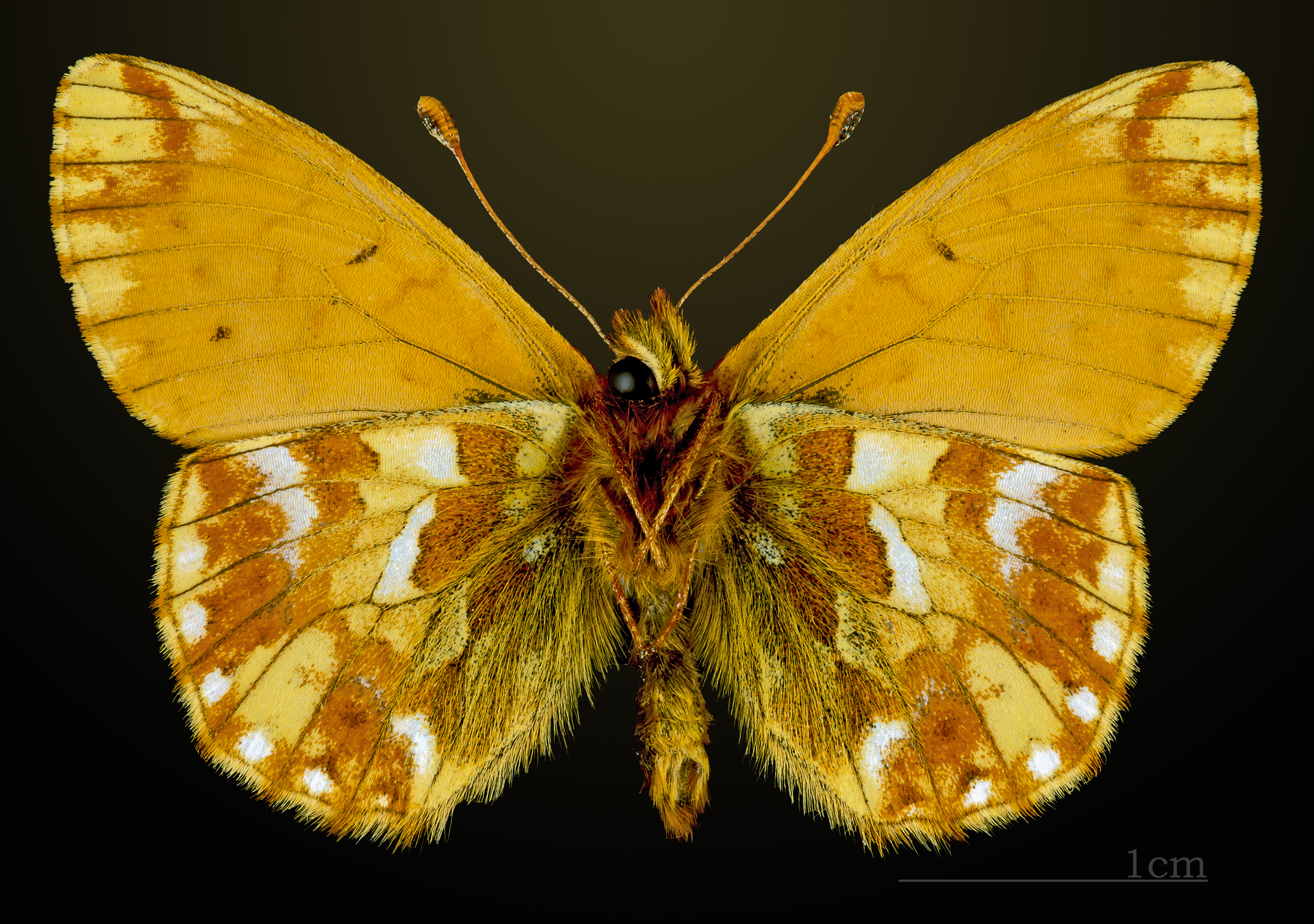
△ Boloria pales pales
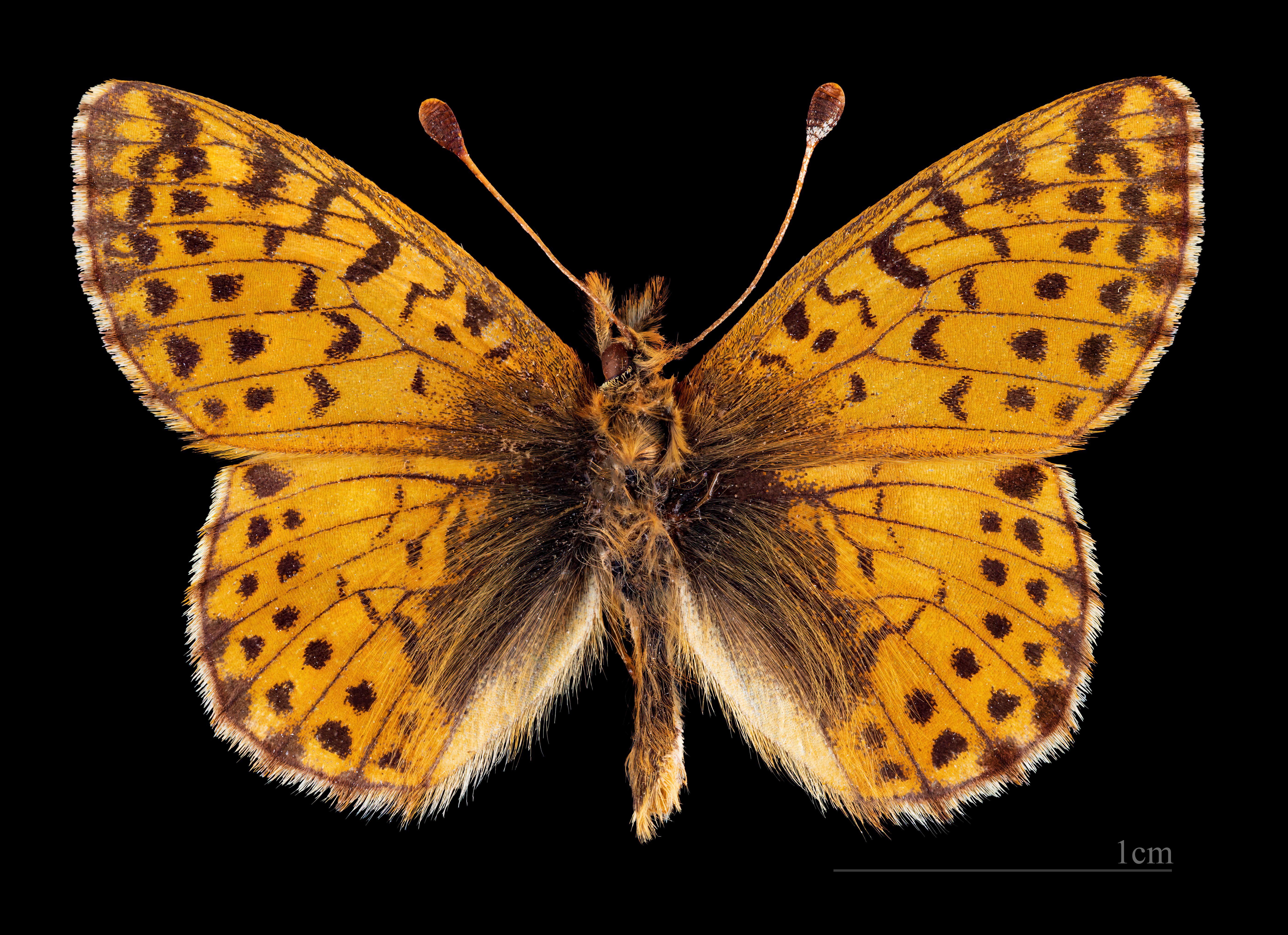
Boloria pales palustris
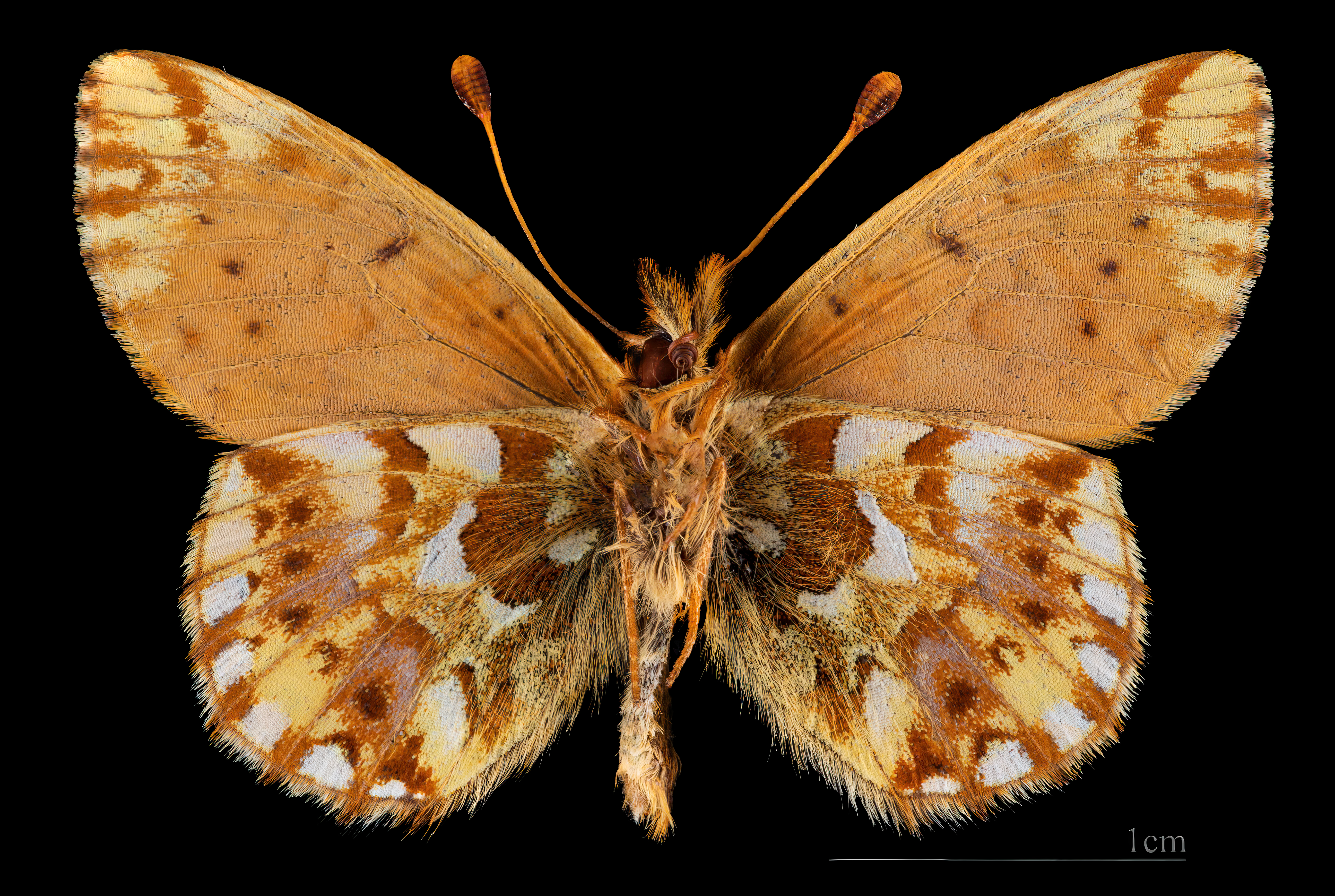
△  Boloria pales palustris
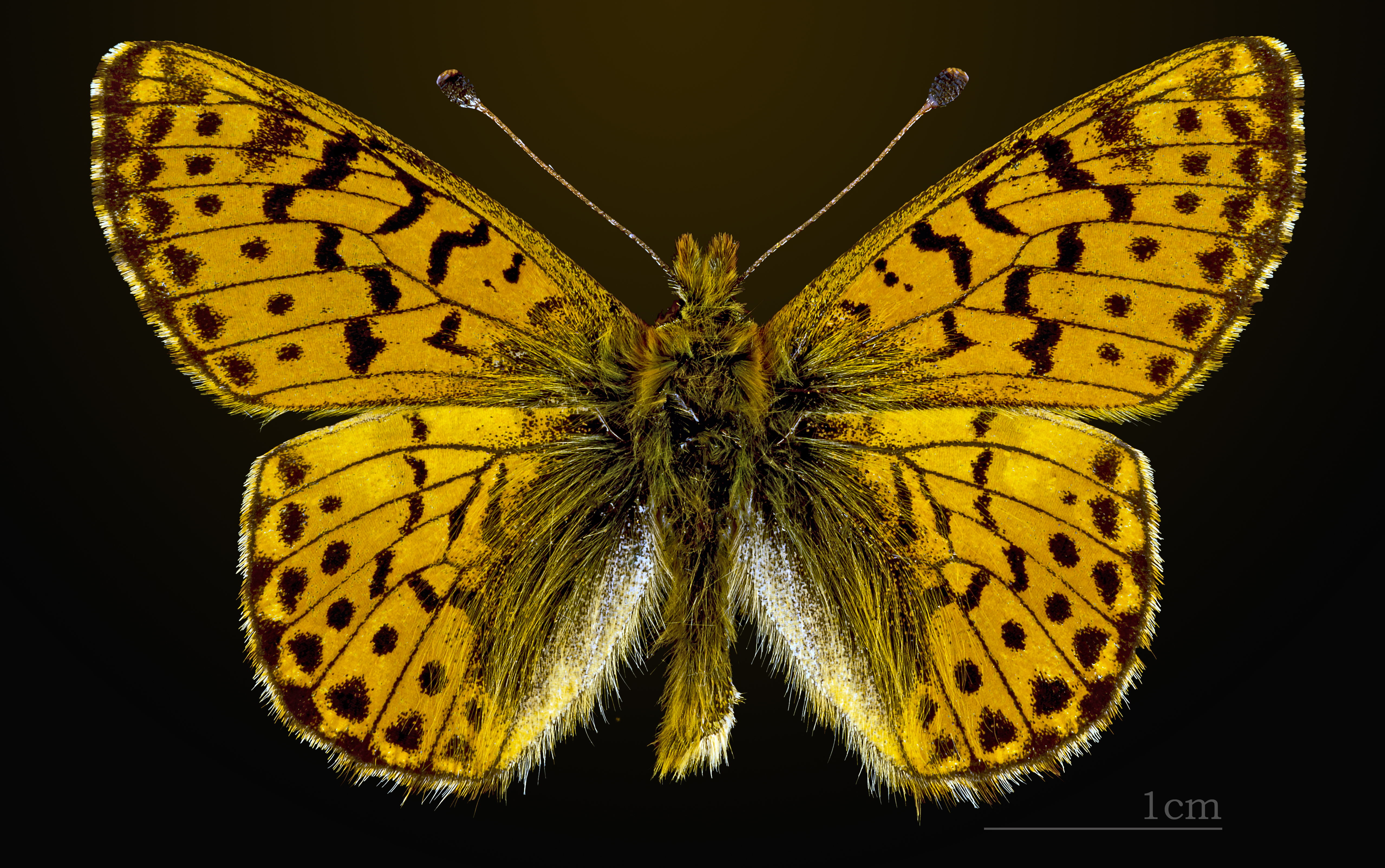
Boloria pales pyrenesmiscens
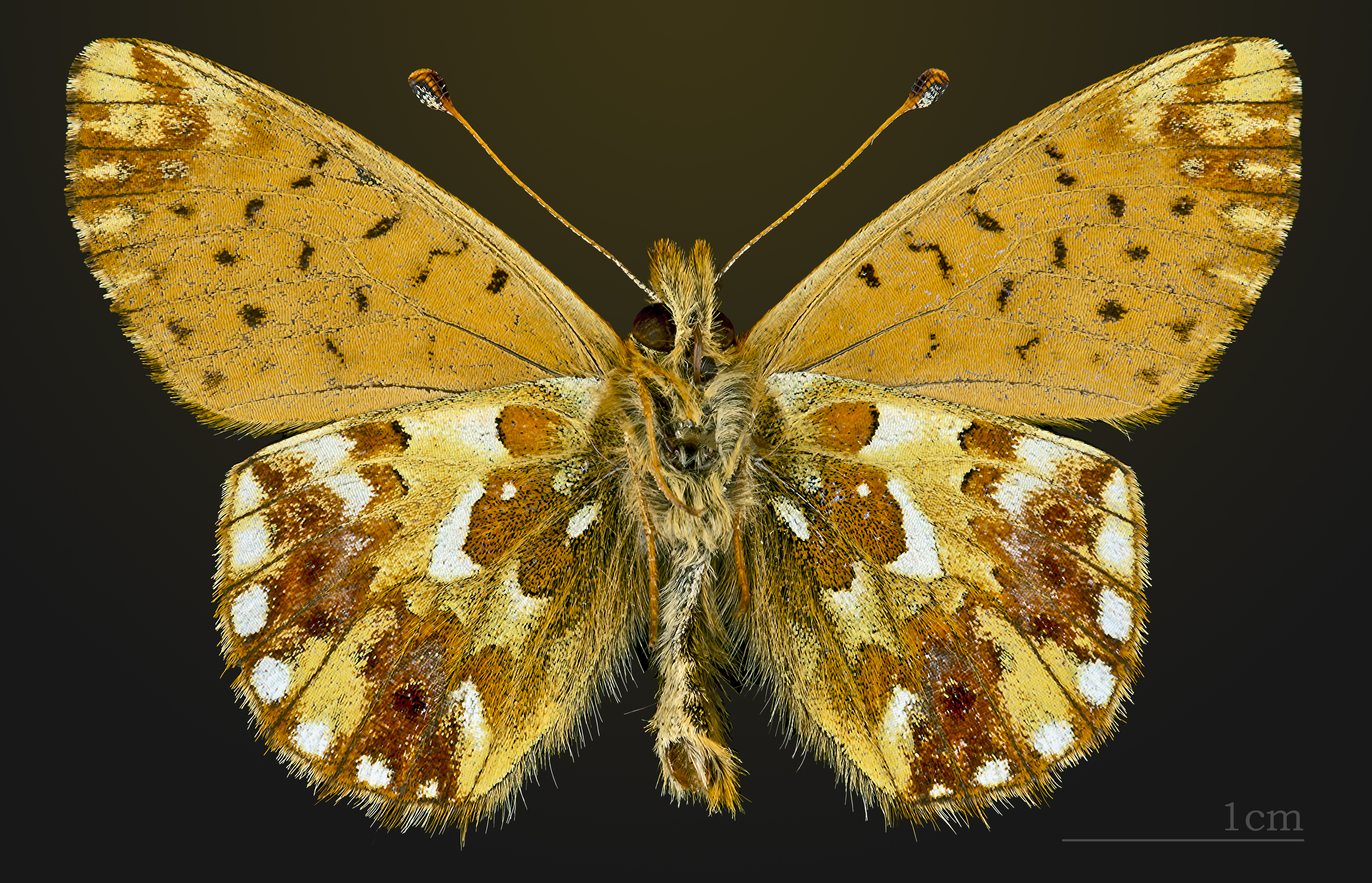
△ Boloria pales pyrenesmiscens